# گردوی ایرانی
گردوی ایرانی (نام علمی: Juglans regia) نوعی گردو است که در ناحیهٔ بالکان، هیمالیا، چین و ایران یافت می‌شود. جنگل‌های وسیعی از این نوع گردو در قرقیزستان و مخصوصاً استان جلال‌آباد وجود دارد.

## بوم‌شناسی
چرخه زندگی:

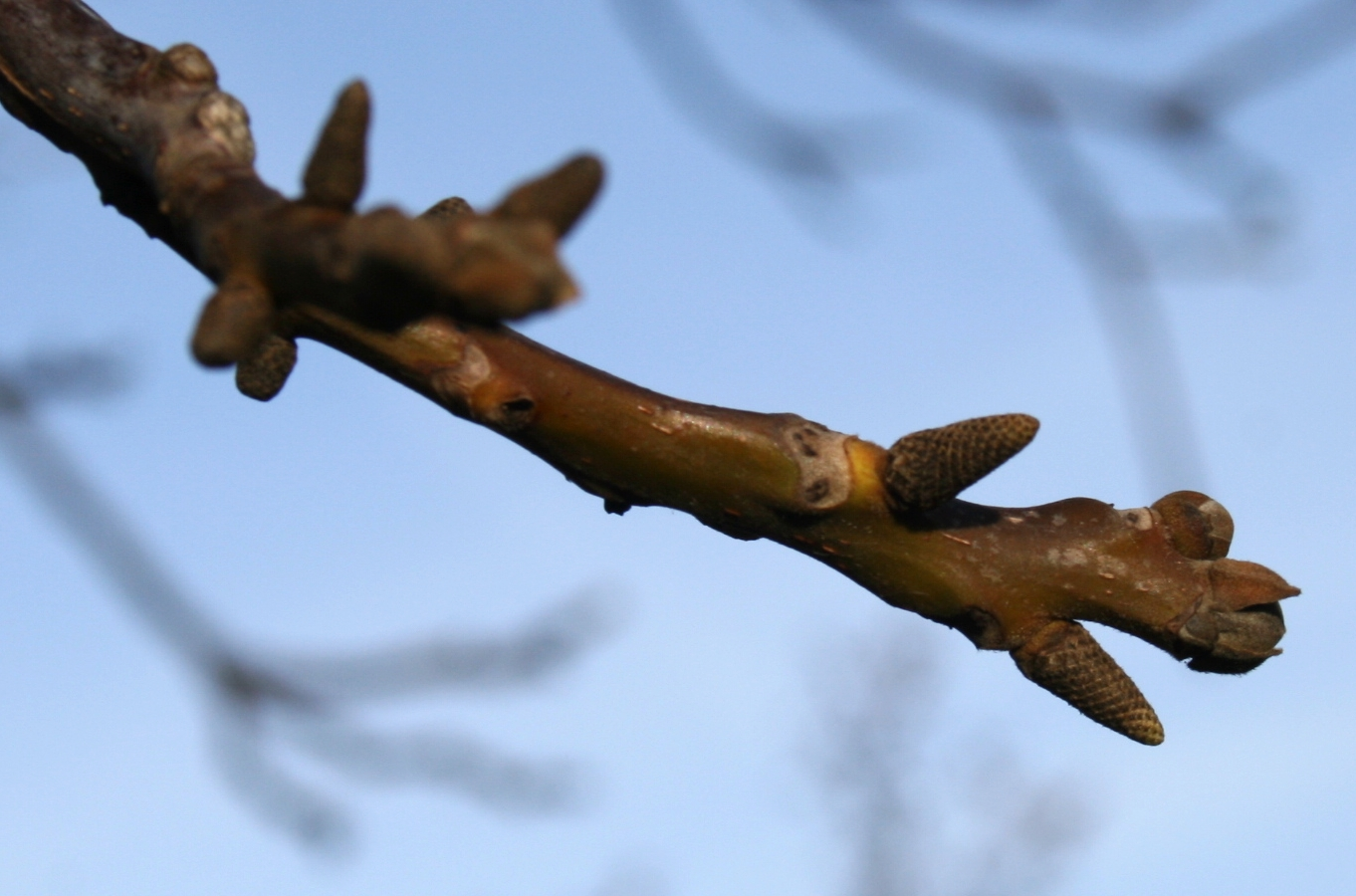
غنچه
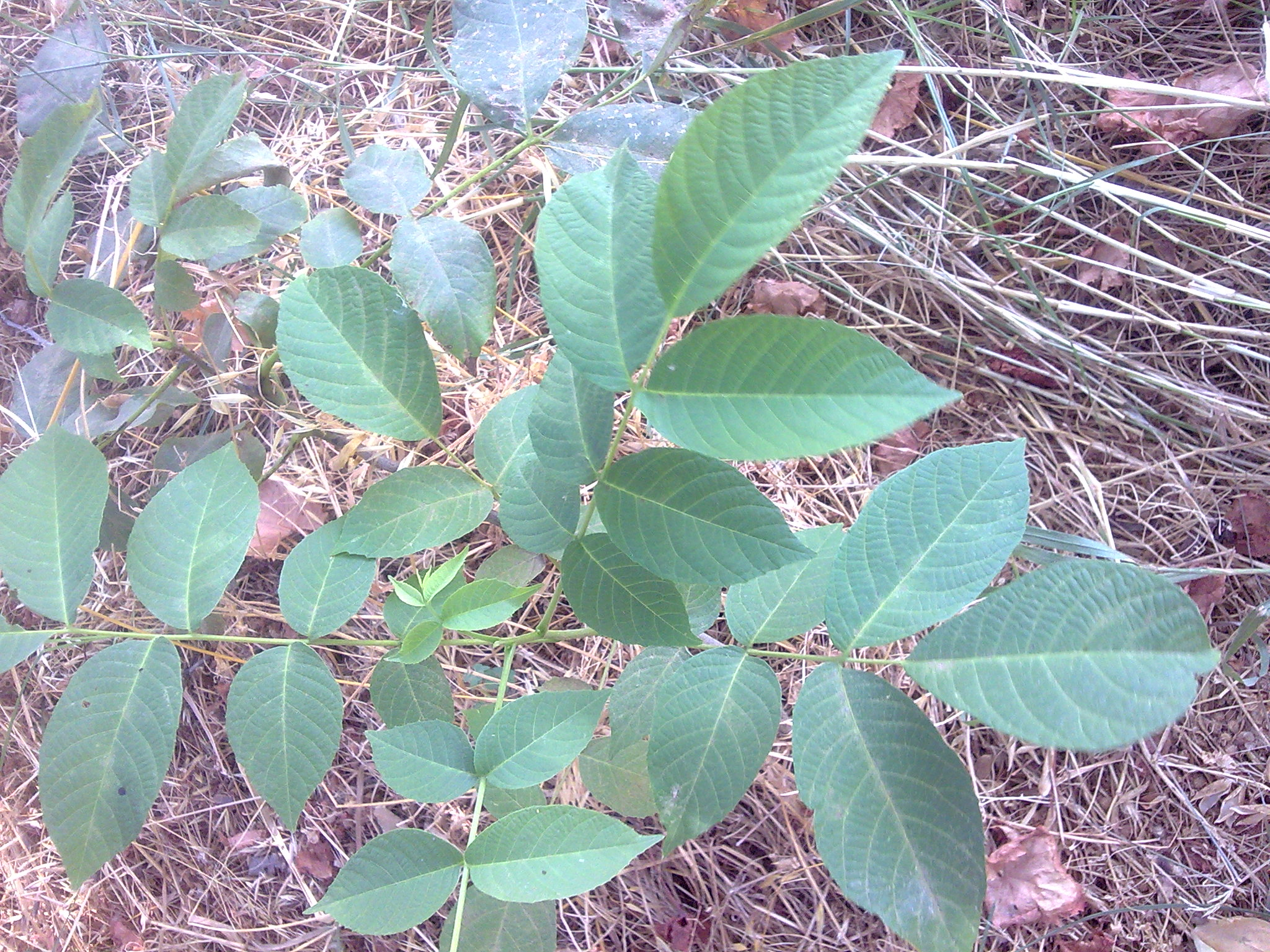
درخت جوان
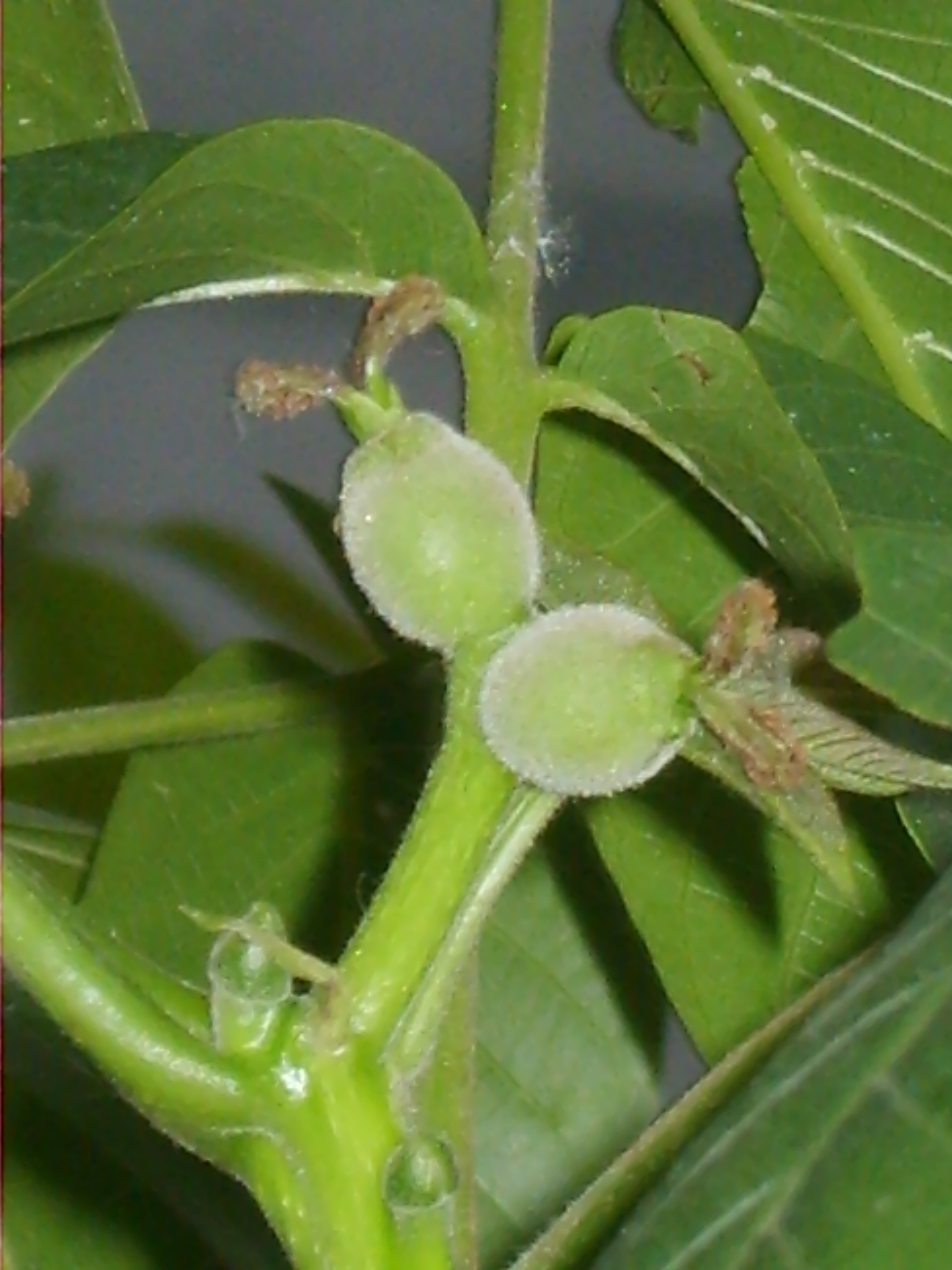
گل‌ها
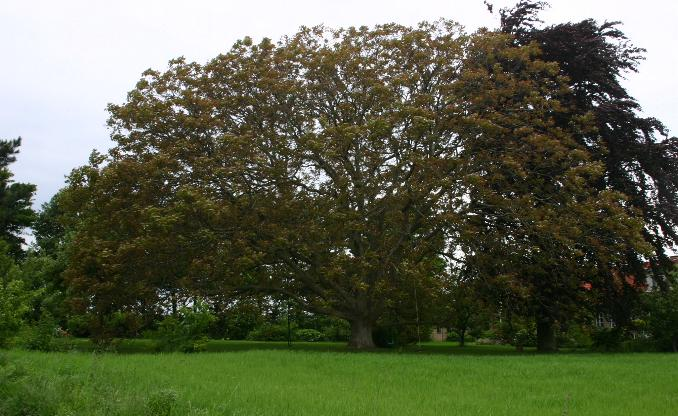
درخت بزرگ‌سال
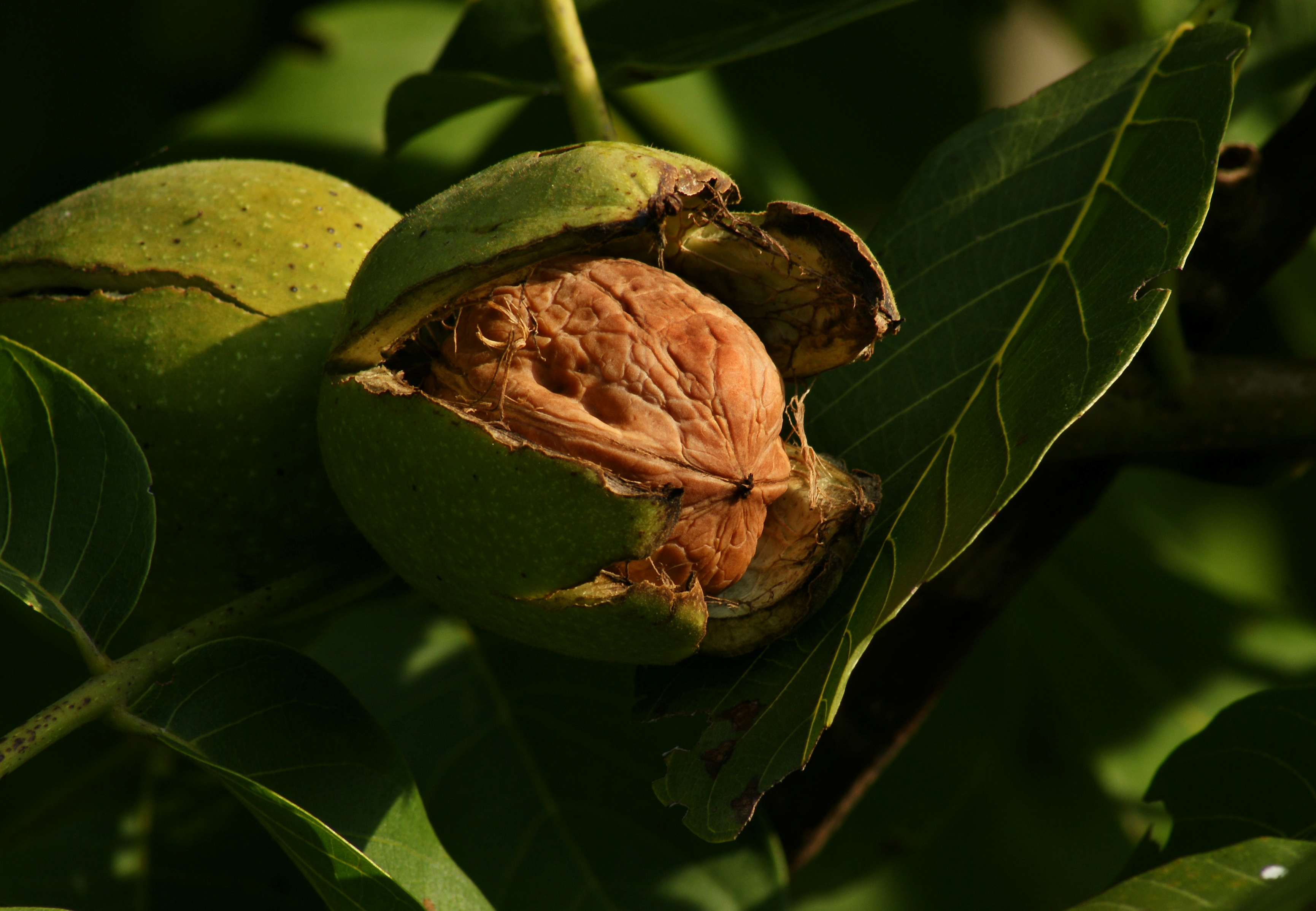
گردوی تازه
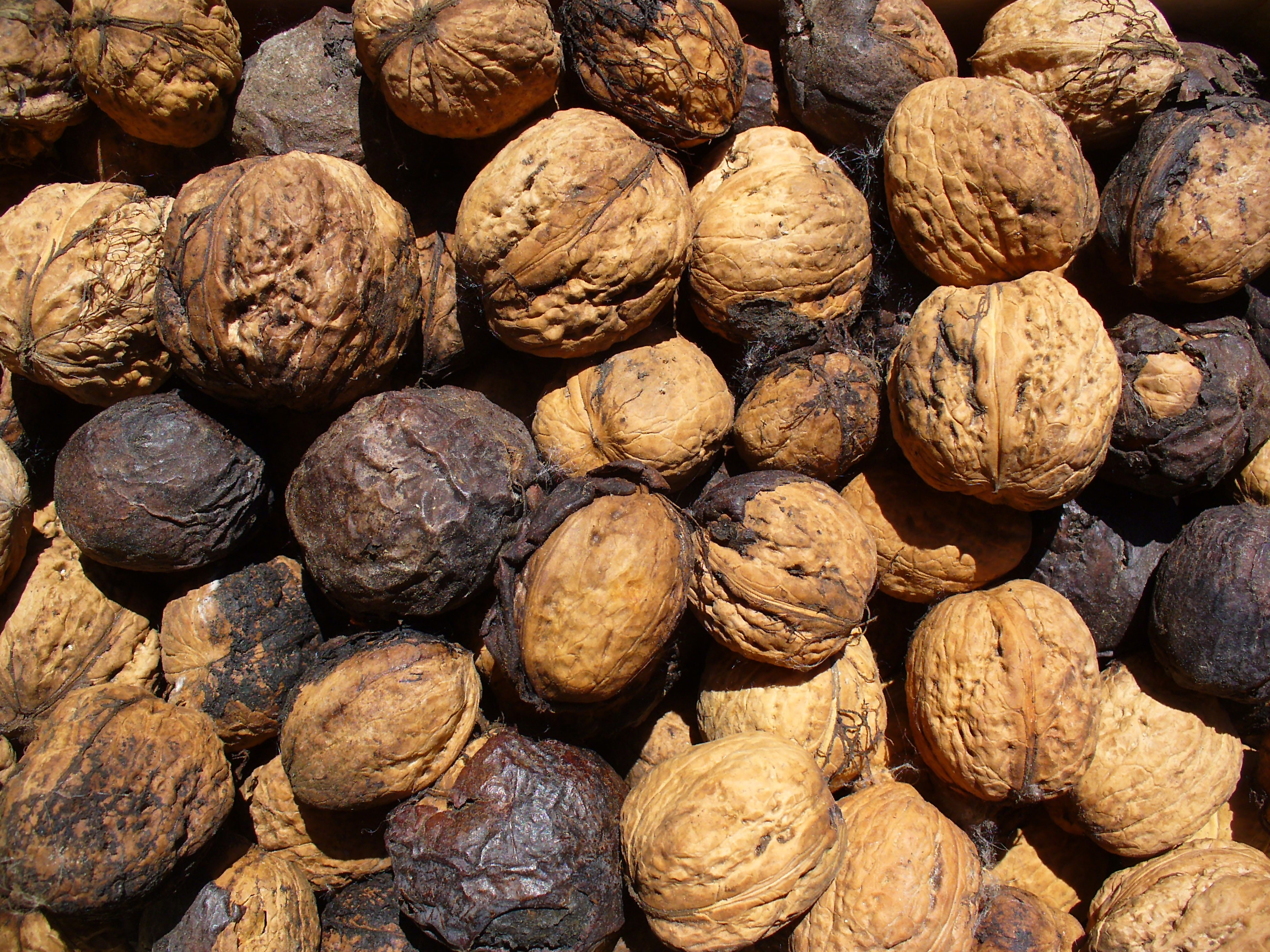
گردوی خشک شده